# Eublemma bythinica
Eublemma bythinica är en fjärilsart som beskrevs av Bethune-Baker 1888. Eublemma bythinica ingår i släktet Eublemma och familjen nattflyn. Inga underarter finns listade i Catalogue of Life.